# Jerimum valley
É a maior comunidade empreendedora de startups do Rio Grande do Norte, Brasil. Entre os objetivos do Jerimum Valley, estão os de fomentar, apoiar e impulsionar empreendedores de startups no desenvolvimento dos seus negócios. O Jerimum é elo do ecossistema de inovação do RN, reúne empreendedores de inovação, agentes públicos, privados - pequenas, médias e grande empresas -, instituições de ensino, instituições de fomento ao empreendedorismo e a sociedade. A iniciativa é sustentada por meio da contribuição de apoiadores, patrocinadores e voluntários que acreditam no potencial do empreendedorismo inovador como mecanismo de transformação sócio-econômica local e nacional. É um grupo informal, sem fins lucrativos e não possui qualquer relação com partidos políticos ou grupos religiosos. Realiza atividades principalmente na capital do estado, Natal. Fomenta a interiorização das oportunidades por meio do suporte às comunidades do interior já existentes, como a Salt Valley, em Mossoró, e a Potiguaras Valley, em Currais Novos, assim como oferece suporte ao surgimento de novas comunidades.   
Além do desenvolvimento de atividades locais no Rio Grande do Norte, o Jerimum Valley também atua como ponte para atrair e conectar agentes nacionais e internacionais com empreendedores do estado. Algumas das parcerias firmadas nos últimos anos incluem SEBRAE, Associação Brasileira de Startups, InovAtiva Brasil, Softex Brasil, Campus Party Brasil, Darwin Startups, Founder Institute, Anjos do Brasil, Bossa Nova Investimentos, Junior Achievement, entre outros.

## Formas de atuação do Jerimum Valley
1. Suporte aos empreendedores de startups do Rio Grande do Norte;
2. Fomento a educação empreendedora, tornando o conhecimento acessível por meio de minicursos, palestras, arigos e podcasts;
3. Produção de conteúdo multimídia;
4. Divulgação do movimento de inovação do Rio Grande do Norte;
5. Organização de maratonas de desenvolvimento de ideias;
6. Dar voz aos empreendedores em ambientes públicos e privados;
7. Gerar conexão entre empresas, startups, instituições de ensino e governos (independente do partido que esteja na gestão), locais e nacionais;
8. Apoiar o surgimento de novas comunidades no estado;
9. Contribuir para o desenvolvimento positivo sócio-econômico do Rio Grande do Norte.

## Cultura
A filosofia do Jerimum Valley é baseada no #GiveFirst (dê primeiro) e #GiveBack (devolva). Se o membro está iniciando sua carreira na comunidade, ele é incentivado a contribuir com o desenvolvimento do coletivo antes de esperar ganhar algo em troca. Uma coisa é certa: não se sabe quando ou como, mas sempre que se contribui com boas intenções com a comunidade, receberá alguma boa oportunidade em retorno. E o Give Back refere-se aos empreendedores que já conseguiram crescer e ter acesso a boas oportunidades no ecossistema, para que possam ser multiplicadores e guiar novos empreendedores em suas jornadas. 

## História de fundação

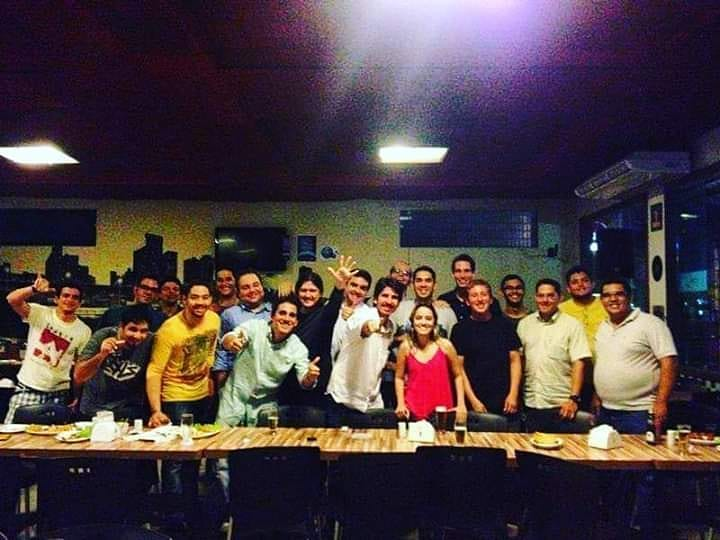

O Jerimum nasceu em 2012, numa mesa do Natal Shopping. Com 12 empreendedores locais que tinham o objetivo de fomentar negócios do RN gerando mais densidade e capacitando o capital intelectual. Começou com encontros quinzenais, o Jerimum Coffee, na padaria Mercato, onde haviam troca de experiências e apresentações de PITCH. 
Sua estruturação e fundação oficial aconteceu em Julho de 2013. 
Entre os fundadores, estavam: Rayanny Nunes - quem liderou o grupo por muitos anos e tornou-se referência, Álvaro Barbosa, Phillipe Coutinho, Ítalo Souza e outros 8. 

### A origem do nome
Os nascidos no Rio Grande do Norte são apelidados de papa-jerimum
"no Dicionário do Folclore Brasileiro, Câmara Cascudo. Ali ele afirma que o nome decorre de da ação do governador do Rio Grande do Norte, Lopo Joaquim de Almeida Henriques, que mandou fazer roçados de mandioca e melancia para pagar os funcionários públicos." A história é popularmente reproduzida com a figura do Jerimum como moeda de pagamento para os funcionários públicos.

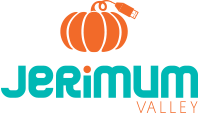

### Logo
A logo foi desenvolvida por um voluntário, da Paraíba, que cedeu os direitos da sua criação para usufruto do grupo. É importante ressaltar que a marca do Jerimum Valley não pode ser registrada por nenhum CPF ou CNPJ, uma vez que foi declarada pelos autores como sendo patrimônio aberto à comunidade informal de empreendedores do Rio Grande do Norte. 

## Crises e a queda de 2018 (2016 - 2018)

### Êxodo
Em Dezembro de 2015 aconteceu uma reunião de planejamento do Jerimum Valley onde mais de 50 pessoas contribuíram com sugestões de atividades para os próximos anos e elegeram 6 voluntários, empreendedores referências no meio, para liderarem. Em 2016 o Jerimum Valley enfrentou um fenômeno que ocorre com bastante frequência nas regiões fora dos grandes eixos (cidades que possuem ecossistemas super consolidados, com acesso à capital e recursos em abundância, como: São Paulo, Rio de Janeiro e Florianópolis) : o êxodo de empresas e empreendedores em estágio de maturidade mais avançado que precisaram sair em busca de capital e apoio para acelerarem seus negócios, iniciativas essas que não existiam no Rio Grande do Norte. 
Entre os empreendedores que saíram, estavam inclusas as seis principais lideranças informais responsáveis pela conexão com os parceiros, organização de eventos de capacitação e boa convivência do grupo, uma vez que não existiam termos de uso ou regras estabelecidas, a moderação se baseava apenas no bom senso e respeito que as pessoas tinham para com os líderes da época. 

### Período sem lideranças
Entre 2016 e 2018, houve ao menos 6 tentativas de criação de um novo grupo de lideranças informais, algumas pessoas também tentaram puxar ações por conta própria, porém nenhuma delas vingou de maneira efetiva. Seja por questões de ego, pouca conexão com os atores e membros da comunidade, interesse genuíno ou falta de tempo. Mesmo sem lideranças representando o grupo, as ações continuavam acontecendo de maneira orgânica, então optaram por deixar a comunidade seguir sozinha, sem estruturação, contando apenas com as iniciativas individuais das instituições e membros. Este foi o período onde o grupo mais perdeu em termos de qualidade, número de membros engajados com a causa, apoiadores e patrocinadores. Por falta de evangelizadores, naturalmente foram se perdendo os valores e propósito da comunidade.

### Conflito e destruição do grupo
No final de 2017 e início de 2018, o que era uma rede de suporte, com 130 membros, responsável por boa parte da educação empreendedora de inovação e tecnologia do estado, se transformou apenas em um grupo de WhatsApp, sem propósito ou atuação importante para qualquer parte envolvida. Os membros que ingressaram em 2017 ou inicio de 2018, acreditavam piamente que se tratava apenas de um grupo de WhatsApp e não tinham conhecimento do trabalho que havia sido desenvolvido nos anos anteriores. Assim, ramificações do grupo começaram a surgir de maneira desestruturada, gerando segregações, com forte reprodução de pensamentos racistas, sexistas, homofóbicos, entre outras formas de preconceito e exclusão. Estes sub-grupos, motivados por pessoas de outras comunidades de tecnologia parceiras do Jerimum Valley, iniciaram uma série de ataques na tentativa de descreditar, oprimir e silenciar as poucas mulheres que haviam no grupo, que não chegavam a 20 no total. 
No dia 07 de março de 2018, aconteceu o maior conflito de todos, onde mais de 40 membros estavam envolvidos em uma discussão misógina, fomentada e arquitetada por estes membros de comunidades externas. Uma série de comentários criminosos, ameaças e ataques pessoais foram proferidos e neste dia o Jerimum Valley perdeu o resto da credibilidade, 80% dos membros e o apoio de cem por cento das instituições parceiras e patrocinadores. 

## Reconstrução (2018 - 2019) - Comunidade Fênix
Ainda no dia 07 de março de 2018, um pequeno grupo de empreendedores temeram pelo fim absoluto do grupo que tinha ajudado tanta gente. Ao ver todos saindo profundamente ressentidos, Monnaliza Medeiros teve a iniciativa de criar um novo grupo de WhatsApp, desta vez estabelecendo regras claras de boa convivência, aprovando os membros apenas na condição de aceitarem estes novos termos e excluindo aqueles que provocaram o conflito intencionalmente. Mesmo com a iniciativa, após tantos meses de desgaste e o último conflito que deixou uma ferida profunda no ecossistema, apenas 72 membros aceitaram ficar no novo grupo, com muito receio. As instituições no primeiro momento não se juntaram por medo de também comprometerem suas imagens.
Monnaliza havia participado da reunião de planejamento do Jerimum Valley de 2015, viu todo o potencial que o RN tinha, aonde poderia chegar, o impacto que isso geraria para a sociedade e decidiu assumir para si a responsabilidade de tocar as ações, mesmo com todas as duvidas que os membros tinham sobre sua capacidade e da possibilidade de reerguer uma marca tão danificada. Nos dias seguintes, Monnaliza Medeiros se reuniu com Carlos Von Sohsten, responsável pelos programas de inovação e startups do SEBRAE/RN, contou sobre seus planos e se comprometeu em responder pelos riscos que envolvia a nova iniciativa. Carlos e o SEBRAE/RN foram peças fundamentais para orientar, dar apoio e abrir portas para o Jerimum Valley.
Com o apoio do SEBRAE, Monnaliza Medeiros, Raí Vitor, Guilherme Oliveira e Fábio Farias planejaram uma edição do Startup Weekend Natal e uma série de eventos e conteúdos pré e pós a edição. Não foi um trabalho nada fácil. Nos primeiros encontros, alcançaram o máximo de 20 participantes, em alguns deles, só os organizadores apareceram. Mas após vários meses de consistência, de muitas horas dedicadas e da reaproximação de parceiros como a Incubadora Tecnológica Natal Central (IFRN), Incubadora Inova Metrópole (UFRN), Incubadora Empreende (UnP), Seahub e a conquista de novos membros e patrocinadores, emplacaram uma edição com mais de 80 participantes do SW. A imersão empreendedora deu um novo gás e energia para o grupo, o que reativou a esperança de membros antigos que voltaram a se aproximar. 
Ao final de 2018, haviam no Jerimum Valley mais de 350 membros, 31 parceiros, 33 voluntários - entre fixos e pontuais - que contribuíram em 22 eventos e impactaram 1.287 pessoas. Monnaliza foi reconhecida oficialmente como líder pelo grupo e parceiros e foi convidada pela Abstartups para ser embaixadora do RN no CASE 2018. Na oportunidade, se conectou com líderes de todo o Brasil, o que permitiu com que conhecesse as operações de diferentes comunidades de startups. Ao retornar para o Rio Grande do Norte, convocou uma reunião com os membros do Jerimum Valley e compartilhou as visões do cenário nacional.
Em paralelo as ações que estavam sendo desenvolvidas no Jerimum Valley por esta organização, os sub-grupos continuavam tentando se manter em paralelo. Contudo, não entregavam valor para os membros, não tiveram nenhuma conquista efetiva, comprometimento ou apoio institucional algum. Com o tempo, perderam força até se tornarem inativos.

#### O planejamento e conquistas de 2019
Após reestruturar o grupo, promover um calendário de atividades e firmar parcerias no Rio Grande do Norte, se fez necessário montar uma estrutura para cuidar da manutenção destes relacionamentos e garantir que tudo não se perderia novamente. Para isso, formou-se um comitê de lideranças nas áreas: comercial (nas figuras do líder e vice-líder geral), tecnologia, pessoas, eventos, comunicação e design, conteúdo e finanças, representados por: Monnaliza Medeiros, Raí Vitor, Adriana Rocha, Mirko Lamberti, Jonathan Highlander, Vitor Villaverde e Juliana Alves. As lideranças se responsabilizaram pela manutenção e expansão da comunidade. 
O objetivo principal do Jerimum Valley em 2019 foi o de criar conexões à nível nacional, mostrando o que estava sendo feito no estado e prospectando boas oportunidades para os empreendedores. 
Para tal, intensificaram o trabalho de comunicação e branding que havia sido iniciado em 2018, fortaleceram a presença nas mídias sociais, criaram novos produtos, atraíram a mídia local e nacional e conseguiram espaços em grandes eventos do ecossistema de startups nacional.

Destaques do ano:

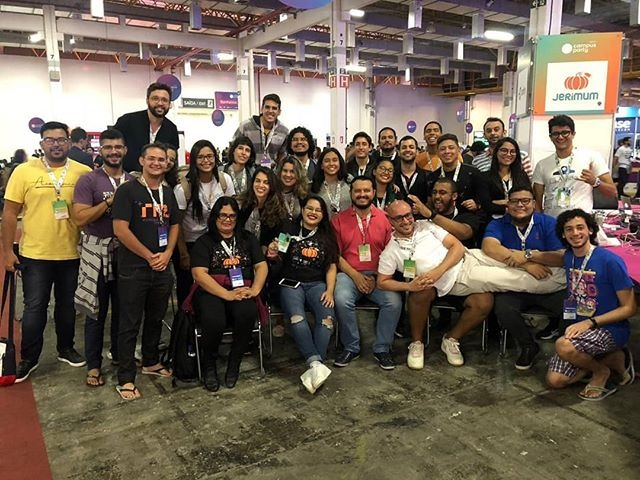

Campus Party Brasil - o Jerimum Valley foi a única comunidade de startups a ter uma bancada de conteúdo na edição do evento que aconteceu em fevereiro de 2019, em São Paulo/SP.
Sebrae Startup Day - 3 palcos com conteúdos durante todo o dia no maior evento de startups organizado pelo SEBRAE RN.
Participação na Missão do SEBRAE RN para o Vale do Silício - conexão internacional com investidores, instituições de fomento e inspiração para o ecossistema do RN.
Startup Weekend Natal Women - mais de 100 participantes e aumento na representatividade feminina no Jerimum Valley.
Founder Institute Natal -  organização de eventos em parceria com a Founder Institute que gerou engajamento com mentores e investidores para o grupo.
Darwin Startups -  embaixadora responsável por fazer indicações de startups do Rio Grande do Norte para programa de aceleração.
InovAtiva Brasil - líder local responsável por divulgar a oportunidade de aceleração gratuita e remota para as startups do estado, bem como dar suporte com capacitações empreendedoras.
Conecta Startup Brasil (Softex) - fomento ao open innovation local e nacional.
Startup Awards - pela primeira vez o Rio Grande do Norte estreou na maior premiação do ecossistema de startups brasileiro, o Startup Awards da Associação Brasileira de Startups. Em 2019, o estado foi representado pelo Jerimum Valley no top 3 da categoria Comunidade Revelação e pela líder Monnaliza Medeiros, no top 3 da categoria Heroína do Ano.
Ao final de 2019, o Jerimum Valley possuía mais de 900 membros, distribuídos em 5 grupos (entre WhatsApp e Telegram), com cerca de 400 startups no estado, 87 eventos realizados e co-realizados, com apoio de mais de 100 voluntários, que impactaram mais de 17.500 pessoas, esteve presente nos maiores e mais importantes eventos de tecnologia do estado e do Brasil e foi reconhecida por instituições locais e nacionais como a comunidade Fênix, que ressurgiu das cinzas quando quase todos acreditavam que seria impossível.

## Estrutura organizacional voluntária
Apesar de ser um grupo informal e sem qualquer obrigação, o Jerimum Valley conta hoje com um processo seletivo para eleger anualmente os representantes do grupo nas áreas de: Líder geral, Vice-líder 1 e Vice-líder 2, Educação e expansão, Pessoas, Comunicação, Eventos, Tecnologia. 
Cada representante pode permanecer por no máximo 2 anos na liderança, na mesma posição ou em outra. De acordo com as experiências do grupo, foi percebido que este é o tempo que um líder voluntário se mantém engajado, entregando e recebendo valor do grupo de maneira saudável e sustentável. Dentro de cada célula de liderança, existe um grupo de voluntários para suporte, que podem ser fixos ou rotativos de acordo com suas agendas. 
Todas as pessoas interessadas em contribuir com o Jerimum Valley e se inscreverem no processo, são automaticamente aprovadas como voluntárias. As que demonstrarem maior capacidade de execução, boa motivação para contribuir com a causa e disponibilidade de tempo, são escolhidas como representantes. 
Com essa estrutura mínima o Jerimum consegue passar confiança, credibilidade e estabilidade para parceiros e instituições de apoio mais burocráticas.
É importante ressaltar que os cargos existem apenas para título de responsabilidade voluntária e execução, todo e qualquer membro do Jerimum Valley possui voz ativa, pode, e deve, sugerir e tocar iniciativas de fomento. 

## Histórico de lideranças
2014 - 2015: Rayanny Nunes e Álvaro Barbosa;
2016 e 2017: Sem lideranças.
2018: Monnaliza Medeiros, Raí Vitor, Guilherme Oliveira e Fábio Farias e outros 33 voluntários pontuais;
2019: Monnaliza Medeiros, Raí Vitor, Adriana Rocha, Mirko Lamberti, Jonathan Highlander, Vitor Villaverde e Juliana Alves e outros 100 voluntários pontuais;
2020: Aleneilson Barbosa, Jonathan Highlander, Raissa Costa, Adriana Rocha, Vitor Villaverde, Juliana Alves, Washington Barreto, Mayara Raquel, Jean Michel, Fábio Ferreira e Jane Paz, 11 voluntários fixos e outros pontuais.

## CNPJ e formalização
Todos os anos o assunto sobre a criação de um CNPJ surge nas comunidades de startup. Embora transformar o grupo em uma associação ou qualquer outro modelo que permita abertura de contas bancárias para receber auxílios financeiros e atribuir responsabilidade legal para quem gerencia pareça ser sedutor, o que foi observado nacionalmente com comunidades que o fizeram é que: 
I) No primeiro momento já acontece uma divisão do grupo sobre quem concorda ou não com a implementação; II) Sobre quem entrará e ganhará dinheiro com isso; III) O sentimento de comunidade e horizontalidade se perde e começam a surgir pessoas com pensamentos de dono da comunidade; IV) Necessidade de capital para manter a estrutura da associação e com isso a inversão de prioridades do grupo, que ao invés de apoiar começa a cobrar; V) Disputa da marca com outras instituições de fomento ao ecossistema, o papel da comunidade é o de elo, onde todos se sintam representados.

## Gestão e dados
Todas as informações sobre a gestão da comunidade, planejamento das lideranças e prestação de contas estão concentradas em uma pasta no google drive que pode ser consultada por qualquer membro do Jerimum Valley. Dados sensíveis dos participantes, no entanto, não são de consulta pública.

## Reconhecimentos e premiações
Startup Awards 2019 - Top 3 nacional na categoria Comunidade Revelação
Startup Awards 2020 - Top 10 nacional na categoria Comunidade do Ano

## Formas de contato
Instagram: https://www.instagram.com/jerimumvalley/
Facebook: https://www.facebook.com/jerimumvalley/
Site: http://jerimumvalley.org/
Email: contato@jerimumvalley.org
1. 1 2  «Jerimum Valley apresenta as startups inovadoras do Rio Grande do Norte». Pequenas Empresas Grandes Negócios. Consultado em 26 de julho de 2020
2. 1 2  «Founder Institute Officially Launches Pre-Seed Startup Accelerator in Natal». The Founder Institute (em inglês). Consultado em 26 de julho de 2020
3. 1 2  «ASN - Rio Grande do Norte mostra potencial de startups a investidores». ASN - Agência Sebrae de Notícias. Consultado em 26 de julho de 2020
4. ↑  Cascudo, Luís da Câmara, 1898-1986. (2012). Dicionário do folclore brasileiro. [S.l.]: Global Editora. OCLC 844230023